# NGC 5353
NGC 5353 je lećasta galaktika u zviježđu Lovačkim psima.

## Vanjske poveznice
- (engl.) SEDS: NGC 5353
- (engl.) Revidirani Novi opći katalog
- (engl.) Izvangalaktička baza podataka NASA-e i IPAC-a
- (engl.) Astronomska baza podataka SIMBAD
- (engl.) VizieR
- DSS-ova slika NGC 5353  Arhivirana inačica izvorne stranice od 4. ožujka 2016. (Wayback Machine)